# Epropetes bolivianus
Epropetes bolivianus är en skalbaggsart som beskrevs av Maria Helena M. Galileo och Martins 2008. Epropetes bolivianus ingår i släktet Epropetes och familjen långhorningar. Inga underarter finns listade i Catalogue of Life.